# Безусловный базовый доход

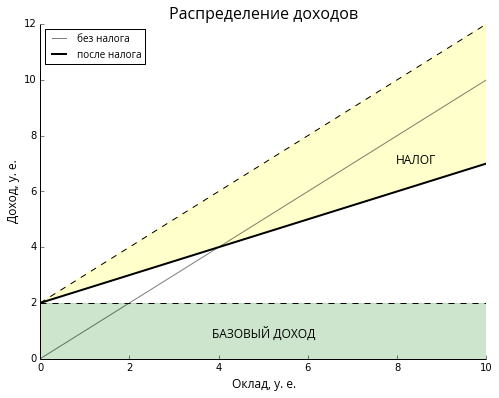
Распределение населения по доходам в зависимости от оклада при использовании базового дохода и 50 % фиксированного налога

 Безусло́вный ба́зовый дохо́д, также: безусло́вный основно́й дохо́д, гаранти́рованный основно́й дохо́д, универса́льный основно́й дохо́д, дивиде́нд свобо́ды, дохо́д граждани́на, ресу́рсный дохо́д) — социальная концепция, предполагающая регулярную выплату определённой суммы денег каждому члену определённого сообщества со стороны государства. Выплаты производятся всем членам сообщества, вне зависимости от уровня дохода и не обусловлена выполнением какой-либо работы. Выплаты подразумевают следующие свойства:
- Периодичность: выплата происходит через регулярные промежутки времени (например, каждый месяц), а не как разовый грант.
- Монетизация: выплачиваются денежные средства, позволяя получателю самому решать на что потратить доход. Обычно не предусмотрена натуральная форма (например, едой, одеждой или услугами) или ваучерная, предназначенная для конкретного использования или иным образом ограничивающая расходование получаемого дохода.
- Персонализация: доход выплачивается индивидуально каждому человеку, а не группе людей, например, домохозяйству.
- Универсальность: выплачивается всем, и не требует для получения каких-либо подтверждений.
- Безусловность: выплачивается без необходимости выполнения работы или демонстрации готовности к работе, также это не помощь отдельным категориям граждан.

Сторонники считают, что безусловный базовый доход способен обеспечить достойный уровень жизни, освободить время для творчества и образования, преодолеть последствия массовой потери рабочих мест из-за развития робототехники и стать альтернативой системе государственного социального обеспечения.
Безусловный доход, достаточный для удовлетворения основных потребностей человека (на уровне или выше черты бедности), иногда называют полным базовым доходом, а если он меньше этой суммы, его иногда называют частичным.
Эксперименты по введению безусловного базового дохода проходили в различных странах и регионах. Они показали, что система базового дохода может реализовываться как на общенациональном, так и на региональном или даже местном уровнях.
Похожими на систему базового дохода, являются системы социального обеспечения. Например, при отрицательном подоходном налоге государственные выплаты уменьшаются с ростом доходов от труда. Некоторые существующие системы социального обеспечения иногда повышают доходы домашних хозяйств до оговоренных минимумов — они становятся системами гарантированного минимального дохода. Например, в Бразилии государственная программа Bolsa Família предназначена только для бедных семей, при условии, что дети этих семей посещают школу.
В мире ведутся широкие дискуссии по безусловному базовому доходу. Примером могут служить дебаты, касающиеся роботизации, искусственного интеллекта, занятости в будущем. Главным вопросом в них является потенциальное сокращение доступных рабочих мест без снижения объёмов выпуска продукции. Концепция базового дохода часто обсуждается в таких дискуссиях.

## История

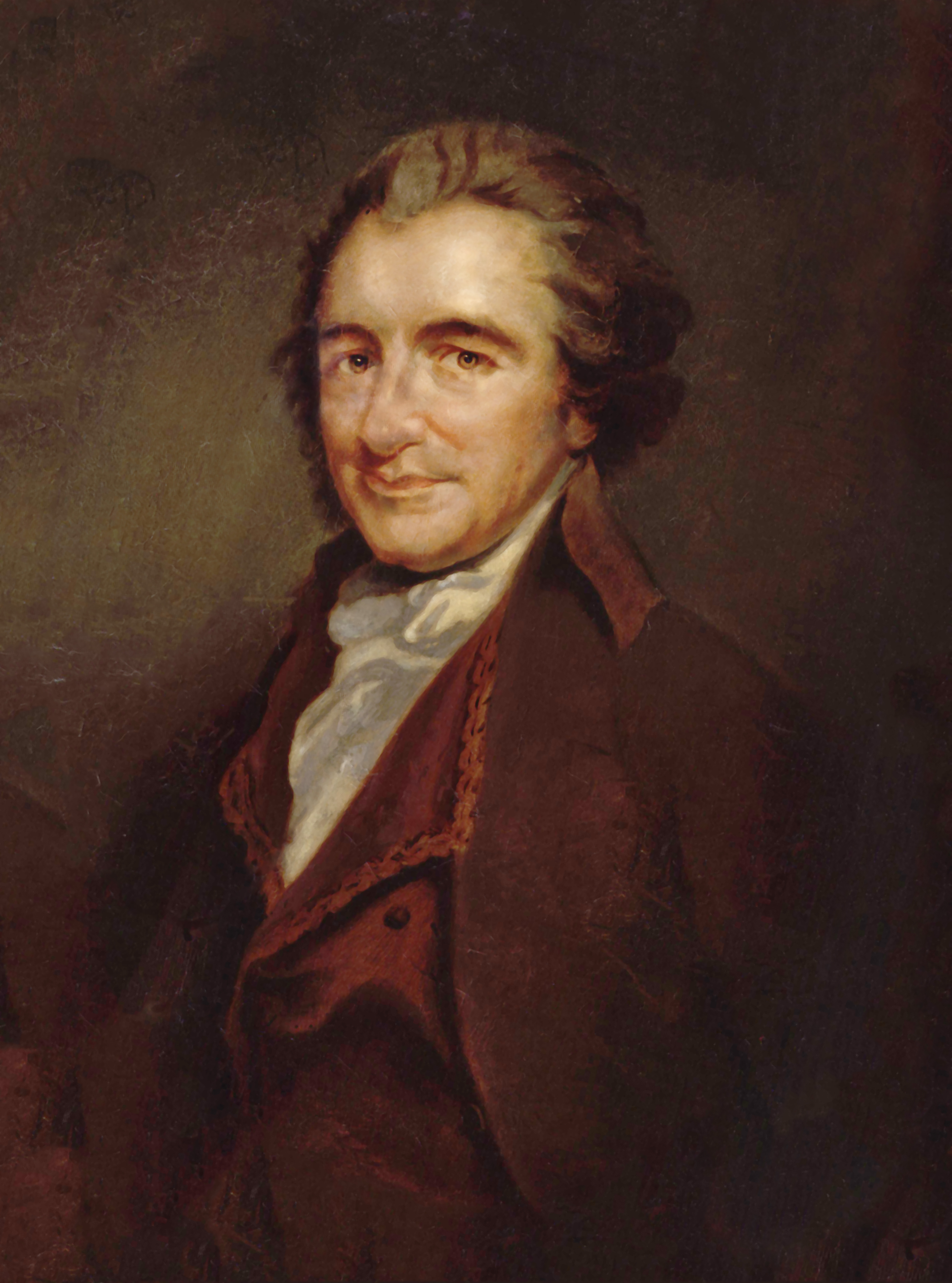
Томас Пейн

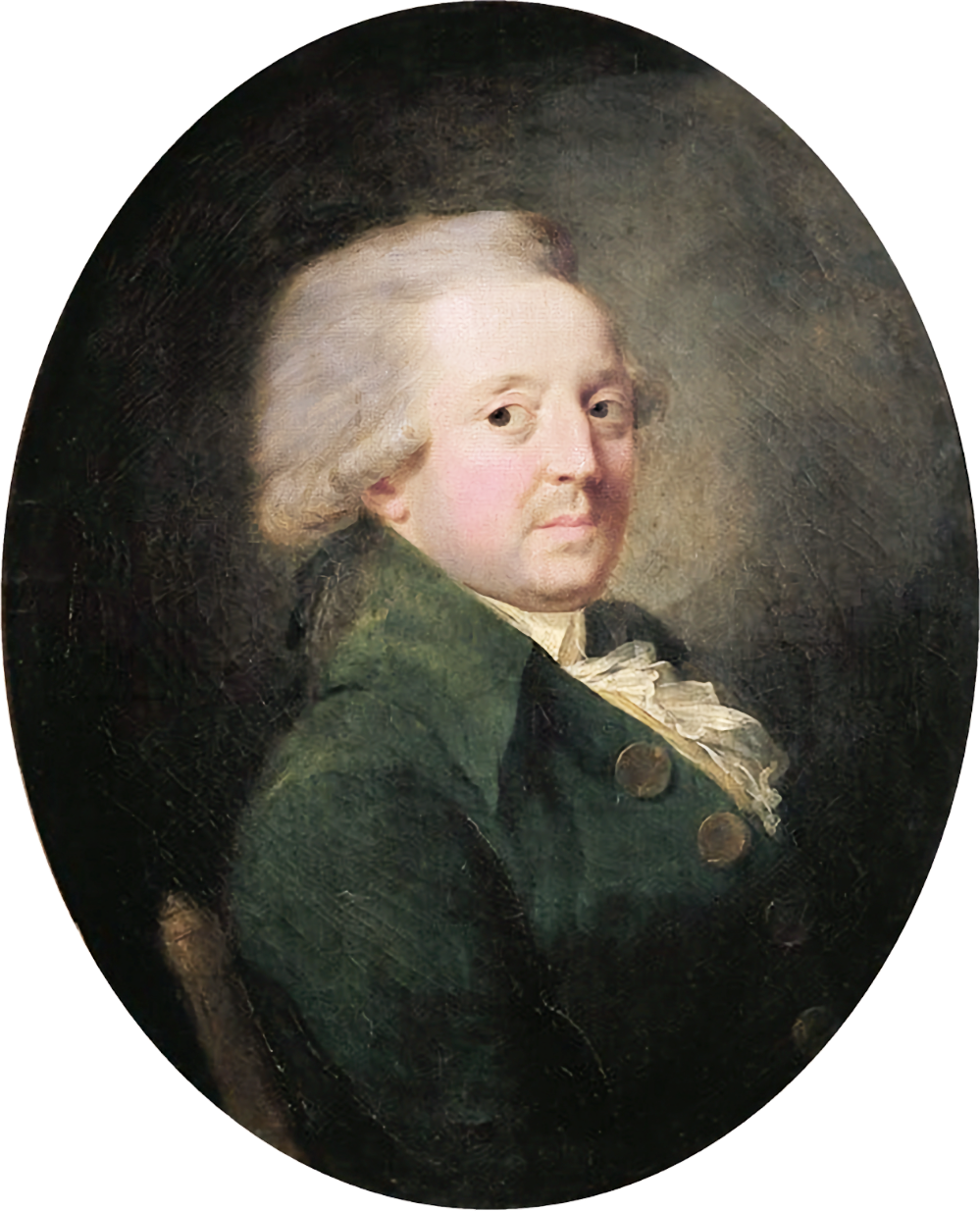
Маркиз де Кондорсе

Идея всеобщего минимального дохода, гарантированного правительством, восходит к XVI веку: она встречается в «Утопии» Томаса Мора. Впервые в новой истории идея безусловного дохода была изложена в конце XVIII века в работах Томаса Пейна и маркиза де Кондорсе. Так, Т. Пейн в своем трактате «Аграрная справедливость» (написан в 1795—1796, опубликован 1797) рассмотрел возможность единовременной выплаты из налогов на владельцев земельных участков минимального дохода всем лицам старше 21 года.
Понятие о социальных дивидендах получило широкую поддержку после представленной британским майором Клиффордом Дугласом идеи, что каждому гражданину принадлежит доля национального богатства (социальный кредит). Во время кризиса и безработицы 1930-х идея выросла в национальное движение, которое участвовало в выборах во многих странах. Наибольшую поддержку партия получила в Канаде (см. Партия социального кредита Британской Колумбии). Идея о безусловном основном доходе была похоронена сторонниками кейнсианства, усилившими роль государства.
Наиболее близким к осуществлению было предложение либерального политика Джульетты Рис-Уильямс в Великобритании в 1943 году. Но в итоге британская система социальной поддержки была построена на основе идей Уильяма Бевериджа, предусматривающих определённые условия (стаж, зарплата и пр.). Эти идеи были изложены Бевериджем в специальном докладе британскому парламенту в ноябре 1942 года. Доклад Бевериджа сыграл заметную роль в построении подобных моделей соцподдержки в большинстве развитых западных стран.
Лауреаты Нобелевской премии по экономике Милтон Фридман и Фридрих фон Хайек считали безусловный основной доход хорошим методом борьбы с бедностью.
В США и Канаде с 1968 по 1982 годы прошло пять экспериментов, связанных с отрицательным налогом. Но дальше экспериментов правительство не пошло, отрицательный налог оказался экономически невыгодным.
Ганс Кельзен рассматривал государство как «чисто правовой феномен, как юридическое лицо», как корпорацию. Карен Маркарян в книге «Общая теория постиндустриального государства» (2000 год) поддерживает такую трактовку и считает безусловный доход в размере прожиточного минимума формой дивидендов государства-корпорации. Такие выплаты наполняют материальным смыслом конституционное право граждан на жизнь и реализуют их права на долю от результатов экономической деятельности государства. Маркарян считает, что это утверждает граждан в роли безусловных владельцев своего государства.
Британские экономисты Гай Стэндинг и Гермиона Паркер (Hermione Parker) разработали различные модели реализации безусловного основного дохода. Конкретные расчёты Паркер оказали влияние на существующие модели в Европе. Эти модели предложены к принятию в Великобритании, но не получили политической поддержки[уточнить].
В настоящий момент в разных странах политиками, экономистами и социологами обсуждается возможность различных моделей гарантированного минимума.
- Сюзанне Вист, например, предлагает автоматическое ежемесячное увеличение банковского счёта каждого гражданина Германии на 1500 (тысячу пятьсот) евро — для каждого взрослого и на 1000 (тысячу) евро — для каждого ребёнка[14].
- Профессор Венского университета экономики Франц Хёрманн[нем.] (Franz Hörmann) считает необходимым безусловный доход также в форме минимального набора товаров и услуг[15].

Первый общеевропейский опрос в апреле 2016 года показал, что 64 % жителей Евросоюза поддержали бы введение безусловного основного дохода. 35 % осведомлены о БОД, 23 % говорят, что полностью понимают суть и задачи этой программы, четверть слышали о ней, 17 % ничего не знают о БОД. Только 4 % граждан после введения БОД откажутся работать. Наиболее убедительными преимуществами БОД люди считают то, что такие социальные выплаты «уменьшают тревогу о базовых финансовых потребностях» (40 %) и помогают обеспечить людям равные возможности (31 %).

## Основы концепции

### Аргументы за
- Уменьшит проблемы социального и экономического неравенства[18];
- Снизит уровень преступности;
- Снизит затраты на здравоохранение, потому что у людей стало больше возможностей следить за своим здоровьем — по мнению 26-летнего писателя Рютгера Брехмана[19][неавторитетный источник];
- Снизит затраты на администрирование социальных программ, так как не требует проверки на соответствие критериям предоставления помощи;
- Позволит людям заниматься тем, чем они хотят[20], а не тем, что требует рынок;
- Повысит уровень политического участия граждан, поднимая вопросы управления общим благом, подотчетности и прозрачности госуправления.

### Швейцария

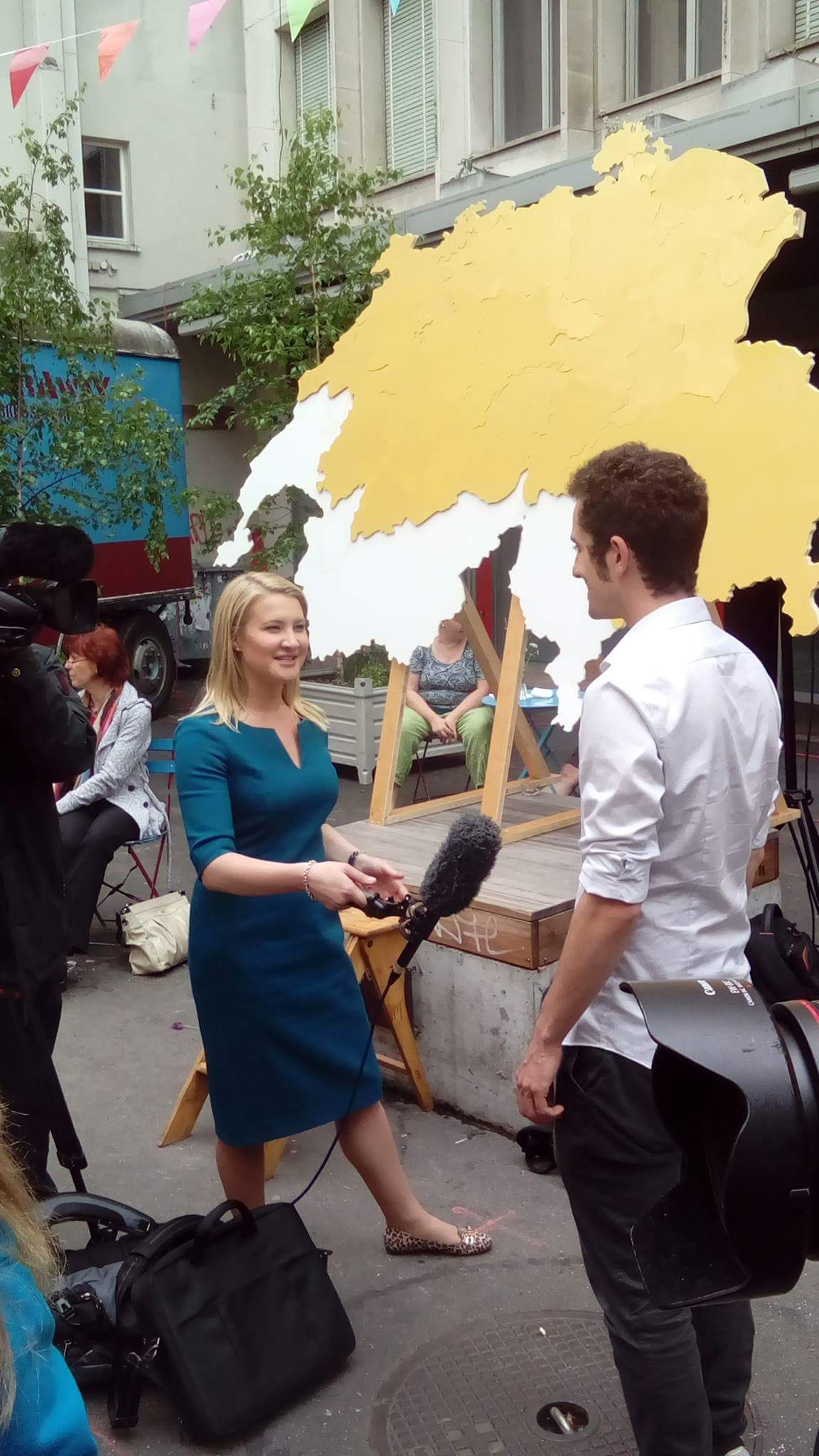
Reuters, Базель, Швейцария (2016)